# Always on Time
„Always on Time” este un cântec al interpretului de muzică rap Ja Rule, realizat în colaborare cu Ashanti. Discul single a fost lansat pe data de 30 octombrie 2001, clasându-se pe locul 1 în Billboard Hot 100.

## Informații generale
Discul single a fost lansat pe data de 30 octombrie 2001 în Statele Unite ale Americii. Cântecul a obținut locul 1 în Billboard Hot 100 (unde a staționat timp de două săptămâni) și în Billboard Hot R&B/Hip-Hop Songs. De asemenea, melodia, s-a poziționat în top 10 în Australia (locul 3), Elveția (locul 4), Noua Zeelandă (locul 2) și Regatul Unit (locul 6).
„Always on Time” a devenit primul cântec de top 10 în S.U.A. al interpretei Ashanti. Discul single a fost precedat în fruntea topului Billboard Hot 100 de un cântec semnat Ja Rule, respectiv colaborarea cu Jennifer Lopez, „Ain't it Funny (Murder Remix)”.

## Versiuni
- „Always On Time” [Editare radio] 4:05
- „Always On Time” [versiune necenzuată] 4:07
- „Always On Time” [negativ] 4:05
- „Always On Time” [remix] 5:10
- „Always On Time” [remix] 5:10

## Datele lansărilor
| Țara                       | Data              | Format      | Referință |
| -------------------------- | ----------------- | ----------- | --------- |
| Statele Unite ale Americii | 30 octombrie 2001 | disc single | [ 1 ]     |
| Australia                  | 23 aprilie 2002   | disc single | [ 2 ]     |

## Clasamente
| Clasament                       | Poziția maximă | Referință |
| ------------------------------- | -------------- | --------- |
| Australian Singles Chart        | 3              | [ 4 ]     |
| Belgian Singles Chart (Flandra) | 22             | [ 4 ]     |
| Belgian Singles Chart (Valonia) | 26             | [ 4 ]     |
| Canadian Singles Chart          | 16             | [ 7 ]     |
| Dutch Singles Chart             | 11             | [ 4 ]     |
| France Singles Chart            | 45             | [ 4 ]     |
| Ireland Singles Chart           | 22             | [ 8 ]     |
| Norway Singles Chart            | 17             | [ 4 ]     |

| Clasament                      | Poziția maximă | Referință   |
| ------------------------------ | -------------- | ----------- |
| New Zeeland Singles Chart      | 2              | [ 4 ]       |
| Sweden Singles Chart           | 45             | [ 4 ]       |
| Swiss Singles Chart            | 4              | [ 4 ]       |
| UK Singles Chart               | 6              | [ 5 ]       |
| U.S. Billboard Hot 100         | 1              | [ 3 ] [ 7 ] |
| U.S. Billboard Hot R&B Songs   | 1              | [ 3 ] [ 7 ] |
| U.S. Billboard Hot Rap Singles | 4              | [ 3 ] [ 7 ] |
| United World Chart             | 13             | [ 9 ]       |